# Heiliges Bründl

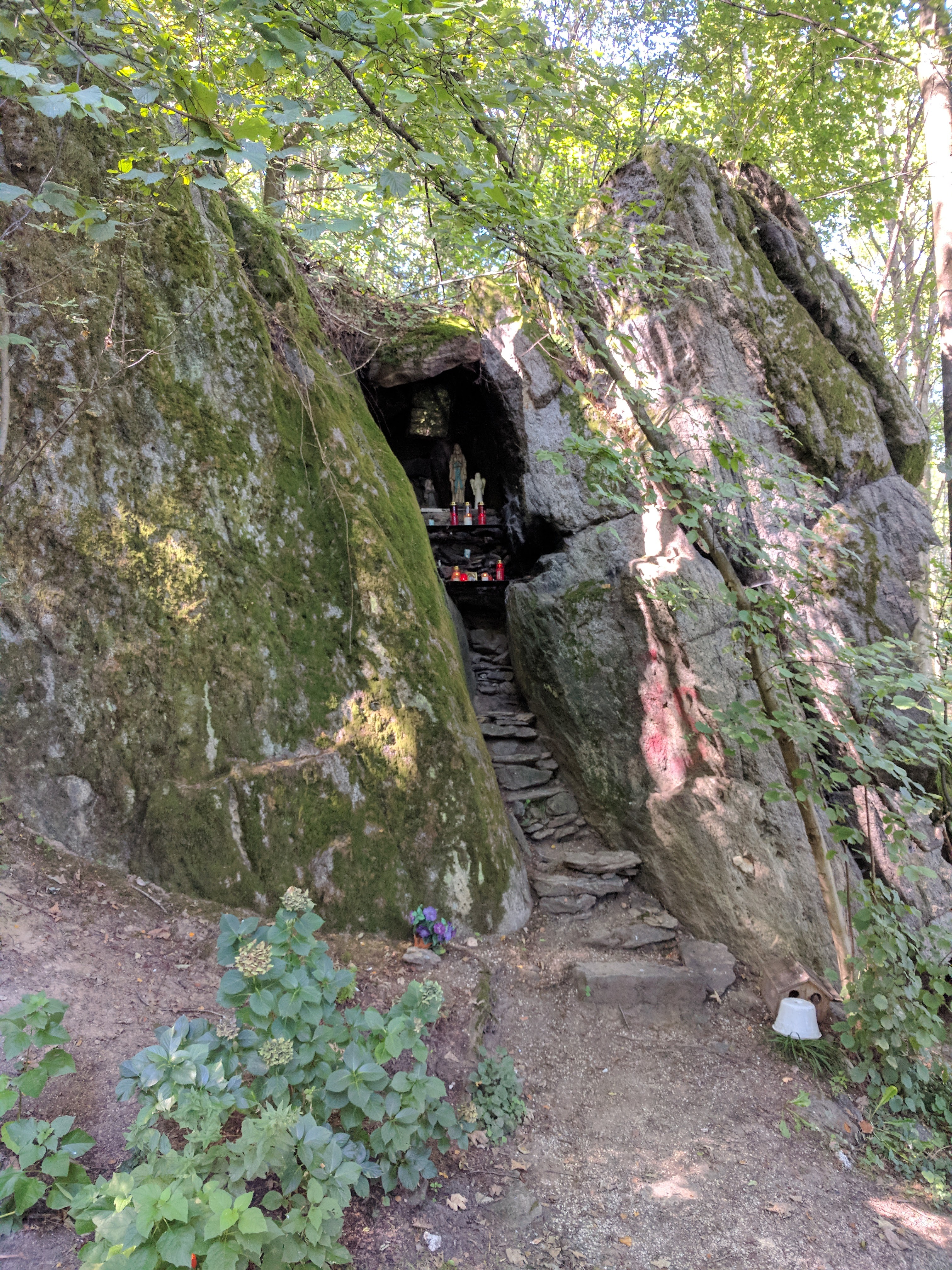
Pilgerort Heiliges Bründl am Pöstlingberg

Mit Heiliges Bründl wird eine Kult- und Pilgerstätte mit Mariengrotte und Quellen am Pöstlingberg in Oberösterreich bezeichnet.

## Hintergrund
Der Pöstlingberg ist spätestens seit 1716, als dort der Laienbruder Franz Obermayr zu wirken begann, Ziel von Pilgern. Immer wieder wird vermutet, die eigentliche Verehrung des Berges als Wallfahrtsort reiche viel weiter zurück und habe ihren Ursprung im Heiligen Bründl. Es wird angenommen, dass sich bereits in vorchristlicher Zeit Kultstätten am und auf dem Pöstlingberg befanden.

## Beschreibung und Lage
Der Ort weist zwei Quellen auf. Die erste findet sich unmittelbar an der nahen Naturgrotte und wird durch ein natürliches seichtes Becken gebildet. Lediglich ihr Abfluss ist gefasst. Die zweite befindet sich rund 100 m hangabwärts und ist in Stein gefasst. Zeitweise dienten die Quellen auch der Wasserversorgung des Bischöflichen Gymnasiums Petrinum. Die Kultstätte kann nur zu Fuß besucht werden. Sie befindet sich in etwa auf derselben Höhe wie die fünfte Station des Kreuzweges des Pöstlingbergs. Von Urfahr aus ist sie über einen steilen und beschwerlichen Anstieg zu erreichen.
Rund um die Quellen sind Schöpfwerkzeuge deponiert. In der Grotte wird die Mutter Gottes mit Votivbildern, Kerzenopfern und Blumenschmuck verehrt. Einige Meter neben der Mariengrotte findet sich etwas abseits seit einigen Jahren eine kleine Buddha-Statue.

## Wunderwirkung
Den beiden Quellen, insbesondere der ersten, werden heilende Kräfte bei Augenleiden nachgesagt. Der Platz wird nach wie vor von Katholiken als Pilgerstätte besucht. Die Diözese Linz veranstaltet offizielle Pilgerwanderungen an den Ort. Auch unter Esoterikern gilt die Kultstätte als Ort mit heilender Wirkung, was mit Kirlianaufnahmen zu belegen versucht wurde. Der Ort hat eine Anziehungskraft auch für Menschen mit alternativen Glaubensvorstellungen. Chemische Untersuchungen zeigten lediglich, dass das Wasser sehr weich ist. Wie die Sagen- und Mythenbildung rund um das Wasser zustande kam, ist nicht eindeutig geklärt. Auch fehlt, anders als bei vergleichbaren Pilgerstätten, eine einheitliche Sage oder Legende die Heilwirkung betreffend.